# Кравець Марія Іванівна
Марія Іванівна Кравець — українська художниця, майстриня петриківського розпису.